# 華盛頓公園 (佛羅里達州)
華盛頓公園（英語：Washington Park）是位於美國佛羅里達州布勞沃德縣的一個人口普查指定地區。

## 地理
華盛頓公園的座標為26°07′50″N 80°10′45″W / 26.13056°N 80.17917°W，而該地最高點為海拔高度1米（即3英尺）。

## 人口
根據2010年美國人口普查的數據，華盛頓公園的面積為1.10平方千米，當中陸地面積為1.00平方千米，而水域面積為0.10平方千米。當地共有人口1672人，而人口密度為每平方千米1,520人。